# Reinholterode
Reinholterode is een gemeente in de Landkreis Eichsfeld in het noorden van Thüringen in Duitsland.
Reinholterode is een van oorsprong Hoogduits sprekende plaats, en ligt aan de Uerdinger Linie. Reinholterode telt 769 inwoners..